# تنریو-جی
تنریو-جی (به ژاپنی: 天龍寺) یک باغ ژاپنی و معبد بودایی واقع در اوکیو، کیوتو، ژاپن می‌باشد. ساخت و ساز این ساختمان ۱۳۴۵ به پایان رسید.